# Godofreu I de Lovaina
Godofreu I de Lovaina, dit el Barbut, el Coratjós, el Valent, o el Gran (però és recomanable no utilitzar el malnom del Barbut, ja que pot ser confós amb el duc Godofreu II de Baixa Lotaríngia, dit també el Barbut, que va viure uns anys abans) (nascut al voltant de 1060, va morir el 25 de gener de 1139), fou comte de Lovaina i Brussel·les i landgravi de Ducat de Brabant de 1095 a 1139, i després duc de la Baixa Lotaríngia des de 1106 a 1125 (sota el nom de Godofreu V) i marcgravi o marquès d'Anvers des 1106 a 1139. Era fill d'Enric II, comte de Lovaina i Brussel·les, i Adela. El 1095 va succeir al seu germà Enric III, comte de Lovaina i Brussel·les i landgravi de Brabant.
La seva primera guerra va ser contra el bisbe de Lieja Otbert pel comtat de Brunengeruz que ambdós reclamaven. L'arbitratge de l'emperador Enric IV el 1099 va atribuir el comtat al bisbe, qui el va donar a Albert III, comte de Namur. Després es va arbitrar una disputa entre Enric IV, comte de Luxemburg i Limburg, i Arnold I, comte de Loon, sobre el nomenament de l'abat de Sint-Truiden. Es va declarar en favor de l'emperador a la Lotaríngia i va defensar els seus interessos contra el comte de Flandes que havia envaït el Cambrésis el 1102.
L'emperador Enric IV va morir el 1106. El nou emperador, Enric V, que s'havia rebel·lat contra el seu pare, va decidir venjar-se dels partidaris del seu pare. Va empresonar Enric I de Limburg i li va retirar el ducat de Baixa Lotaríngia per donar-lo a Godofreu. Enric es va escapar i va tractar de recuperar el seu antic ducat i va ocupar Aquisgrà, però Godofreu el va derrotar.
El 1114, amb motiu d'una disputa entre l'emperador i el papa Pasqual II, va esclatar una insurrecció a Alemanya, en què va prendre part el duc Godofreu. No va ser sinó fins al 1118 que l'emperador Enric V va atreure Godofreu a la seva causa. A l'any següent va morir el comte de Flandes Balduí VII. En no tenir fills, Flandes va ser disputada entre diversos hereus, inclòs Guillem d'Ieper, que s'havia casat amb una neboda de la segona esposa de Godofreu. Aquest el va recolzar, però no va poder guanyar contra Carles de Dinamarca.
Aquest mateix any va morir Otbert, bisbe de Lieja, i dos candidats foren elegits per succeir-lo, i es va fer la guerra, en què va intervenir Godofrey, que altre cop fou al costat del perdedor. Però poc després va començar un període en què per les seves aliances, va dominar Lotaríngia, i va casar la seva filla al rei d'Anglaterra, que era el padrastre de l'emperador. Però aquest va morir el 1125, i dos senyors van intrigar per obtenir el tron imperial: Lotari de Supplimburg i Conrad de Suàbia. Godofreu va recolzar Conrad, però Lotari va ser triat. Es va retirar el ducat de Baixa Lotaríngia a Godofreu per donar-lo Walerà II de Limburg, però Godfrey va aconseguir mantenir el marquesat d'Anvers i el títol ducal.
A Flandes, Carles el Bo va ser assassinat el 1127, i el comtat va ser reclamat per diversos senyors. Guillem Clitó fou escollit, però la seva autoritat ràpidament va causar descontentament i rebel·lions, i Godofreu va tornar a intervenir en la lluita, sense gaire èxit i, finalment es va aliar amb el guanyador, Thierry d'Alsàcia. Va tenir encara una altra oportunitat de lluitar contra el bisbe de Lieja, i després contra el comte de Namur.
Godofreu va morir el 25 de gener de 1139 i va ser enterrat a l'abadia d'Affligem. Alguns autors diuen que la mort fou el 1140, però aquesta data és incorrecta. El seu fill Godofreu II de Lovaina el va succeir.

## Matrimoni i fills
El 1099 es va casar per primera vegada amb Ida de Chiny (1078-1117), probablement filla d'Otó II, comte de Chiny i Adelaida de Namur. Van tenir:
- Godofreu II de Lovaina (1107 † 1142), comte de Lovaina i Brussel·les, marquès d'Anvers i duc de la Baixa Lorena
- Adelaida († 1151, enterrada a l'abadia de Affligem), casada:
  - el 1121 amb el rei Enric I d'Anglaterra (1070 † 1135)
  - després amb Guillem d'Aubigny († 1157), comte d'Arundel i Lincoln.
- Ida, es va casar al voltant de 1128 amb Arnold I, comte de Clèveris
- Clarissa, morta abans de 1140
- Enric, monjo a l'abadia d'Affligem.

Vidu, es va tornar a casar el 1120 amb Clemència de Borgonya († 1133), vídua de Robert II, comte de Flandes, germana del papa Calixt II i la filla de Guillem I, comte de Borgonya i Estevaneta. Van tenir:
- Gosuí o Josselí, que va acompanyar la seva germana a Anglaterra i es van establir allí després de casar-se amb Agnes de Percy.